# Arco de Robinson

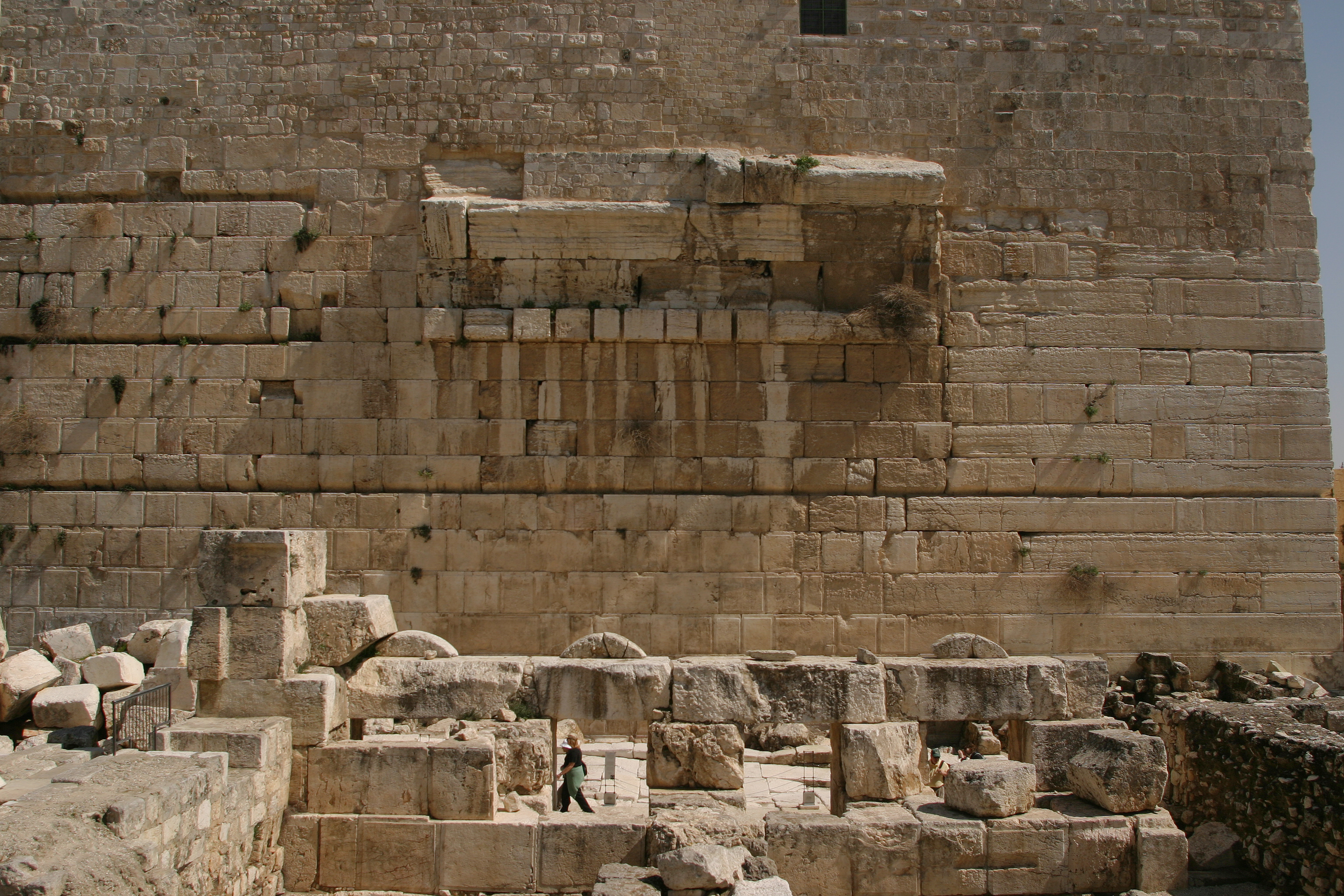
Ruínas do Arco de Robinson

Arco de Robinson é parte de uma escadaria monumental sustentada por um arco de pedra incomumente largo, que ficava no canto sudoeste do Monte do Templo. Foi construído como parte da expansão do Segundo Templo iniciada por Herodes, o Grande, no final do século I a.C. Descobertas recentes sugerem que a construção pode não ter sido concluída até pelo menos 20 anos após sua morte. O enorme vão de pedra foi construído junto com os muros de contenção do Monte do Templo. Ela transportava o tráfego da área do Mercado Inferior da antiga Jerusalém e pela rua Tiropeon até o complexo da Estoa Real na esplanada do Monte. A passagem foi destruída durante a Primeira Guerra Judaico-Romana, apenas algumas décadas após sua conclusão. O arco recebeu o nome do estudioso bíblico Edward Robinson, que identificou seus restos em 1838, embora tenha sido notado anteriormente por Frederick Catherwood. Robinson publicou suas descobertas em sua obra histórica Pesquisas Bíblicas na Palestina, na qual ele estabeleceu a conexão com uma ponte descrita em Antiguidades Judaicas e A Guerra dos Judeus de Flávio Josefo, concluindo que sua existência prova a antiguidade dos Muros de Jerusalém.